# Obergoms
Obergoms je obec ve švýcarském kantonu Valais. Žije zde 664 obyvatel.
Obec vznikla 1. ledna 2009 sloučením dříve samostatných obcí Ulrichen, Obergesteln a Oberwald.

## Geografie
Obec Obergoms leží v horní části Valais pod Rhonským ledovcem na horním toku řeky Rhôny. Zahrnuje zadní údolí Rotten/Rhonetal mezi Ulrichenem a Gletschem a boční údolí mezi průsmyky Grimsel, Furka a Nufenen a vrcholem Dammastock.

## Obyvatelstvo
V roce 2000 mluvila většina obyvatel největší obce Obergesteln německy (183 osob, tj. 93,8 %), na druhém místě byla srbochorvatština (8 osob, tj. 4,1 %) a na třetím místě čeština (2 osoby, tj. 1,0 %).

## Doprava

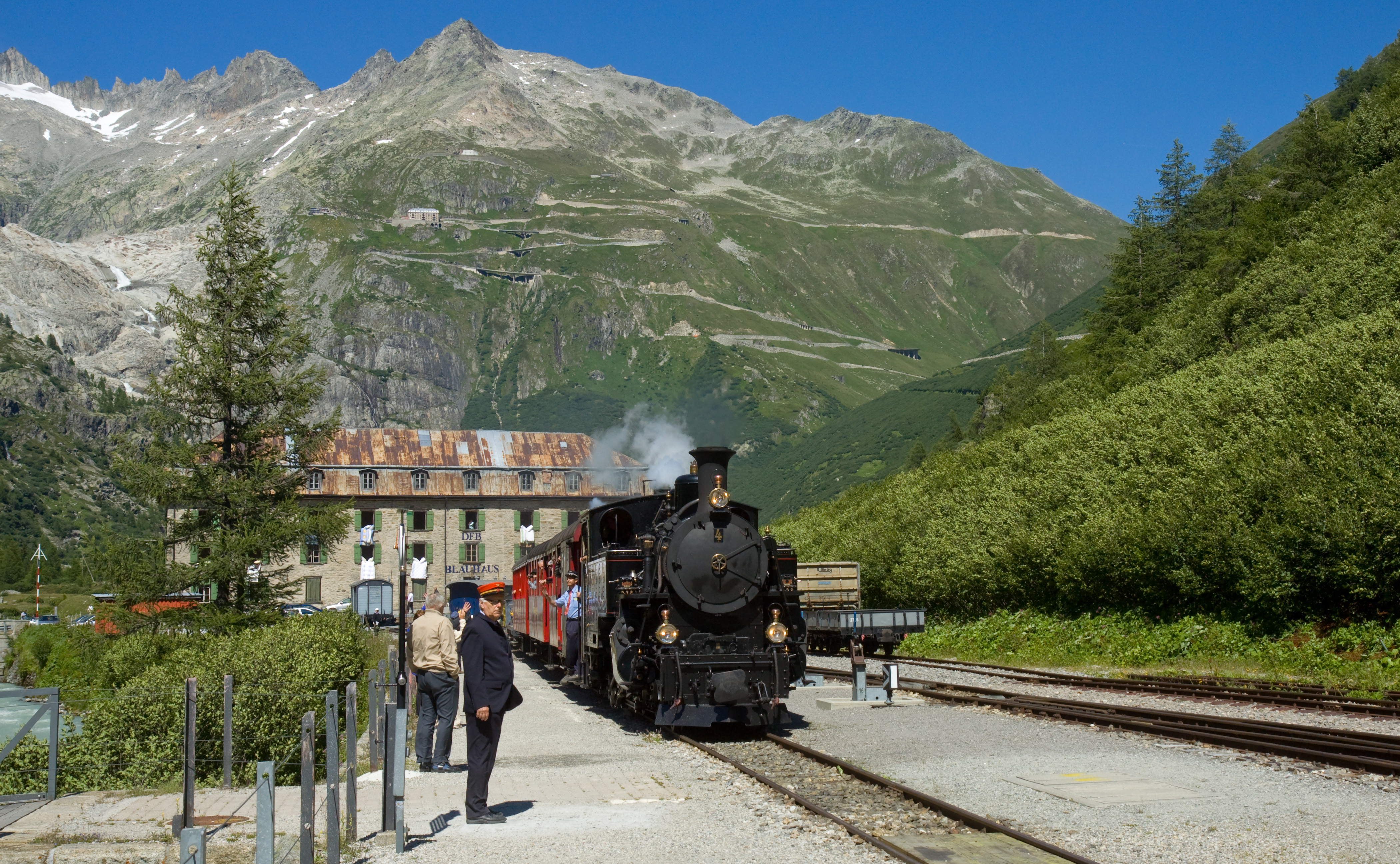
Parní vlak na horské trati Furka

Obergoms je napojen na síť veřejné dopravy prostřednictvím dráhy Matterhorn Gotthard Bahn a její trati Brig – Disentis/Mustér. Všechny tři obce (Ulrichen, Obergesteln a Oberwald) mají na trati vlastní železniční stanici. Stanice Oberwald je nakládacím místem vlaků pro přepravu automobilů úpatním tunelem Furka do Realpu v kantonu Uri.
Z Oberwaldu jezdí od roku 2011 v létě parní vlak po staré horské trati Furka-Bergstrecke taktéž do Realpu.
Obec Obergoms je výchozím bodem tří průsmykových cest přes Grimselpass, Furkapass a Nufenenpass a cesty přes Griespass.